# غالاتين (نيويورك)
غالاتين (بالإنجليزية: Gallatin, New York)‏ هي بلدة أمريكية تقع في الولايات المتحدة في مقاطعة كولومبيا، نيويورك. يقدر عدد سكانها بـ 1,668 نسمة ومساحتها 102.6 كم2 وترتفع عن سطح البحر 324 متر.

## أعلام
- كيم وليامز